# Bostrichus capucinus
Il cappuccino (Bostrichus capucinus (Linnaeus, 1758)) è un coleottero della famiglia dei Bostrichidi.

## Descrizione

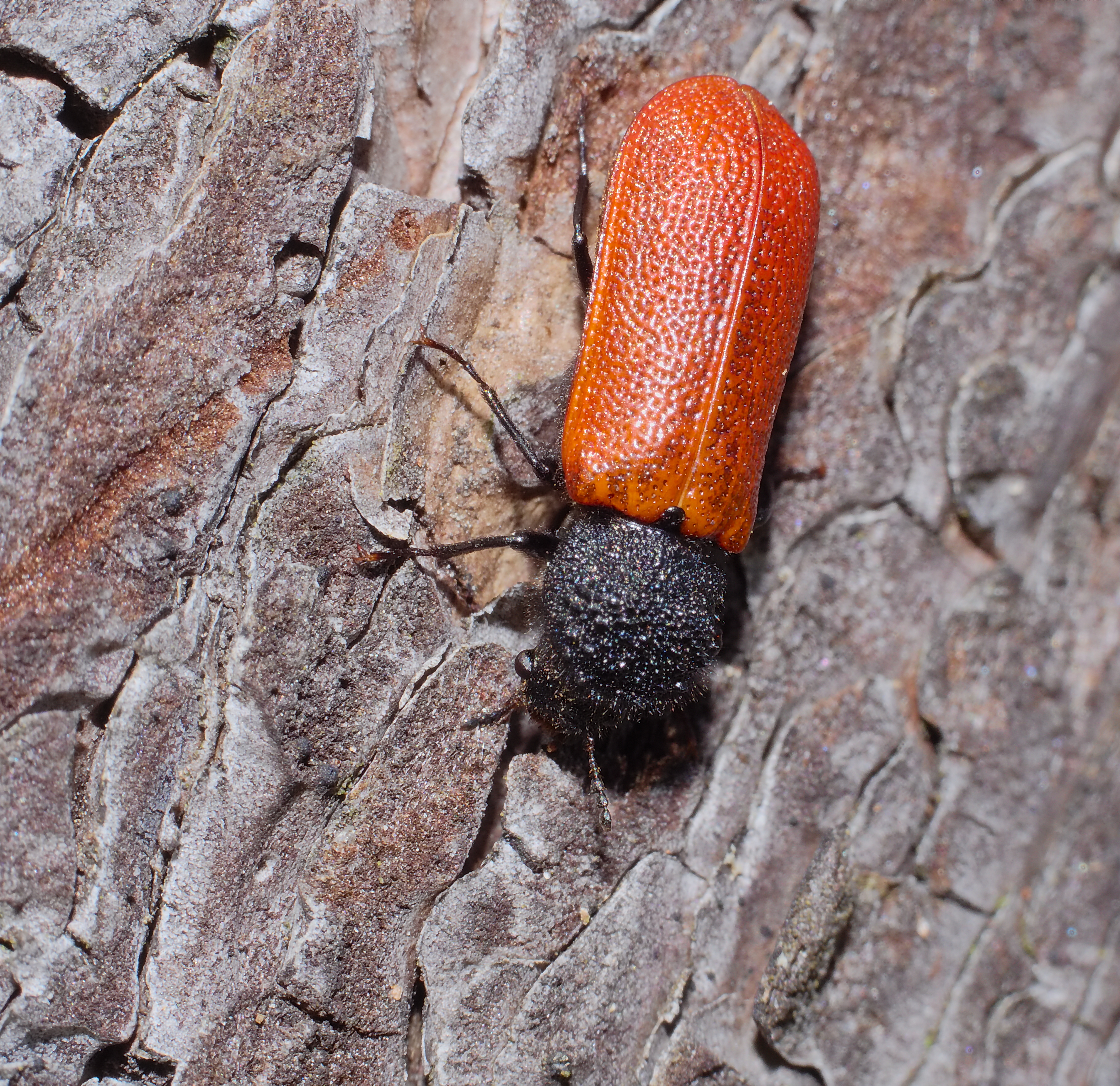
Adulto

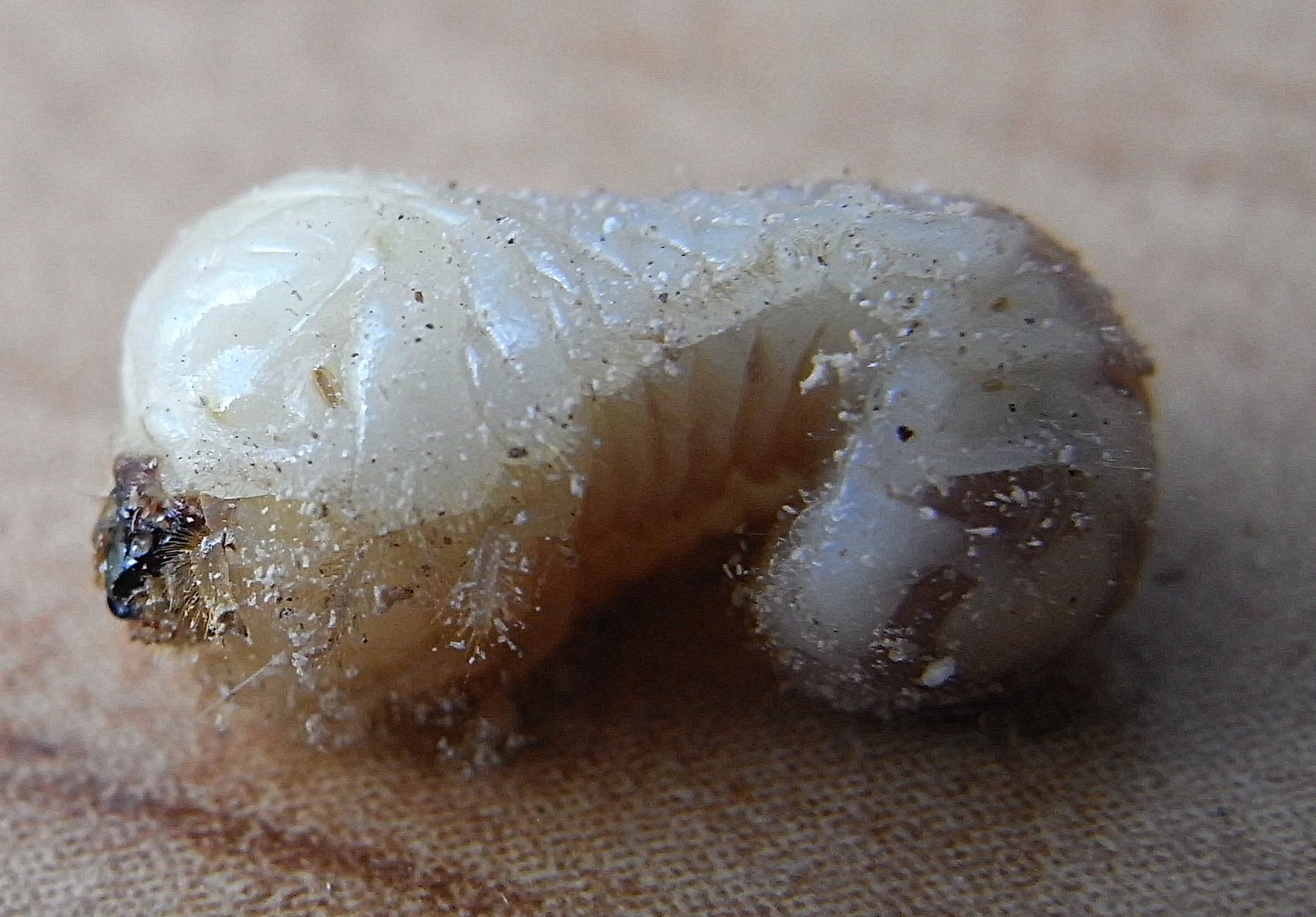
Larva

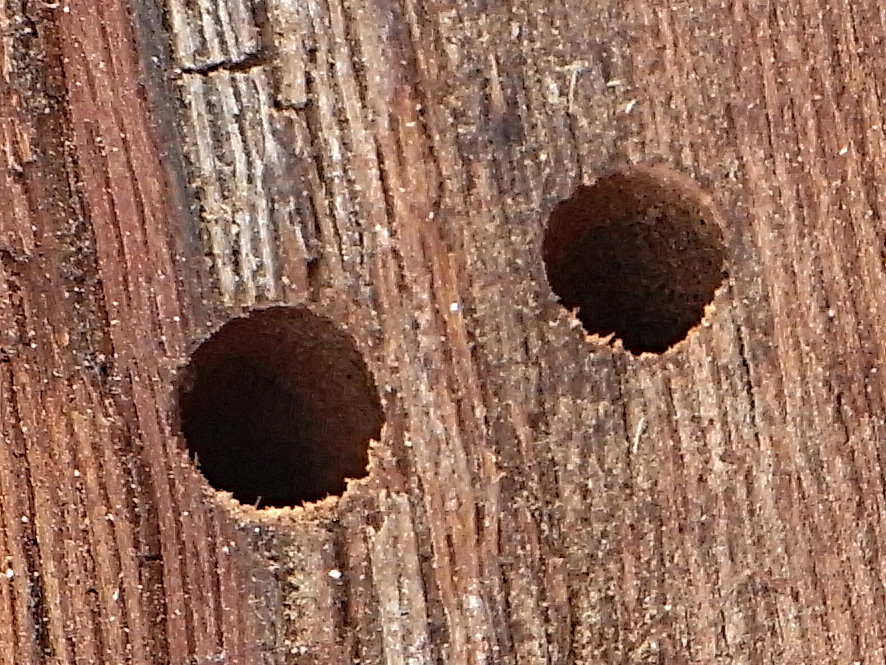
Tipici buchi nel legno scavati dal cappuccino

L'insetto ha il corpo cilindrico caratteristico del suo genere, e il capo ripiegato sotto il pronoto, quasi invisibile se osservato dall'alto; le elitre sono rosse, mentre il resto del corpo è nero, con l'eccezione del ventre, rossiccio.
Si tratta di una specie saproxilica, ossia che si nutre di legno morto, sia nello stadio larvale, sia da adulta; dimora nei tronchi abbattuti e nei ceppi secchi e può infestare i magazzini di legname e addirittura la mobilia. Predilige il legno di quercia, e secondariamente quello di altre latifoglie.

## Distribuzione e habitat
La specie è attestata e abbondante in gran parte d'Europa, dal Portogallo alla Russia e dall'Europa settentrionale a quella mediterranea e incluse diverse isole, con l'eccezione di Irlanda, Islanda e Gran Bretagna; è inoltre presente in Africa settentrionale, nel Caucaso, in Kazakistan, Asia Minore, Asia centrale e Siberia. In Italia è considerato un parassita.